# Cliconnect
Cliconnect é um provedor de serviço Voz Sobre IP (VoIP) que permite o usuário fazer telefonemas usando a conexão internet de banda larga.  As chamadas podem ser feitas para qualquer número de telefone usando um computador multimídia, um fone USB , um adaptador para um telefone normal, ou um telefone sem fio.